# František Stárek

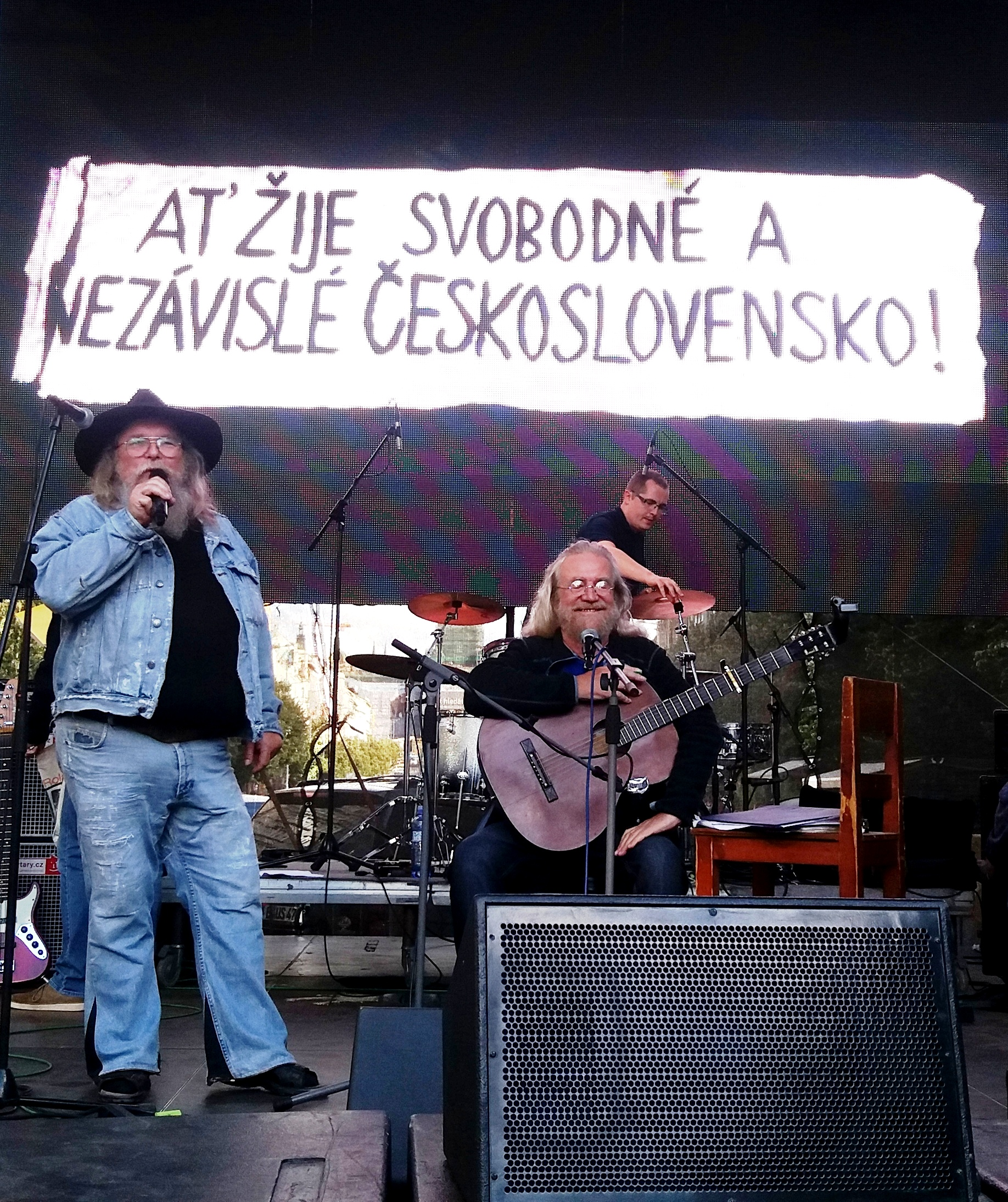
S Jaroslavem Hutkou na vystoupení na Václavském náměstí v Praze v srpnu 2016

František „Čuňas“ Stárek (* 1. prosince 1952 Plzeň) je český publicista a historický badatel, bývalý šéfredaktor časopisu Vokno, disident, vězeň totality odsouzený na 5 let odnětí svobody; po roce 1989 zaměstnanec Bezpečnostní informační služby (BIS) a politik. Společně s Martinem Věchetem spoluzakladatel nejstaršího českého rockového festivalu Trutnov (TrutnOFF) Open Air Festival (v letech 2020–2022 konaného v Brně jako TrutnOFF BrnoON).

## Životopis

### Rodina a mládí
Pochází ze sedlácké rodiny z Libchav u Ústí nad Orlicí, jejich statek byl komunisty v roce 1952 znárodněn a rodina vystěhována. Otec Jaroslav byl vězněn v 50. letech, v roce 1960 zemřel na infarkt, jeho bratr Jaroslav byl vězněn za 2. světové války gestapem a podruhé na začátku normalizace.
František Stárek se narodil v Plzni v roce 1952. Vyrůstal v Konstantinových Lázních ve vysídleném pohraničí, od dvou let do maturity v Teplicích. Roku 1968 byl přijat na Střední průmyslovou školu hornickou v Duchcově, kde se zapojil do tehdejšího studentského hnutí – Unie středoškoláků a učňů. Po jejím rozpuštění (podzim 1969) začal mít problémy spojené s délkou svých vlasů, což byl jeden z důvodů, proč po maturitě (1973) nedostal doporučení ke studiu na vysoké škole.
Má dceru Alžbětu a nevlastního syna Jakuba.

### Underground
V roce 1973 Stárek začal pracovat v Praze, kde již měl řadu přátel v okruhu tehdy se formujícího českého undergroundu, kde byl znám pod přezdívkou Čuňas. Podílel se na organizování hudebních produkcí a přednášek a na šíření samizdatové literatury. Ve známém případu s The Plastic People of the Universe byl souzen v Plzni spolu s K. Havelkou a M. Skalickým pro trestný čin výtržnictví v organizované skupině, kterého se měli dopustit tím, že společně zorganizovali a uskutečnili přednášku Ivana Jirouse a koncert Svatopluka Karáska a Karla Soukupa v Přešticích. U okresního soudu byl odsouzen k 8 měsícům vězení, krajský soud trest změnil na podmíněný, ve skutečnosti strávil půl roku ve vazbě ve věznici Plzeň-Bory.
Na začátku roku 1977 se věnoval organizačním a distribučním aktivitám spojených s Chartou 77, kterou téhož roku také podepsal. V roce 1979 začal vydávat samizdatový časopis Vokno, za což byl odsouzen ke dvěma a půl roku odnětí svobody a dvěma letům ochranného dohledu. Od roku 1979 se věnoval činnosti v Chartě 77 a spolupráci s Výborem na obranu nespravedlivě stíhaných.
Na konci 80. let navštěvoval spolu s Jáchymem Topolem, Petruškou Šustrovou, Janem Macháčkem a dalšími podzemní univerzitu zaměřenou na českou literaturu. V únoru 1989 byl znovu zatčen jako šéfredaktor časopisu Vokno a společně s manželkou Ivou Vojtkovou odsouzen v jednom z posledních politických procesů v Československu ke dvěma a půl roku odnětí svobody a dvěma rokům ochranného dohledu za pobuřování. Trest si odpykával v Horním Slavkově.
V hnutí českého undergroundu je nadále aktivní, spolu s Miroslavem Skalákem Skalickým pořádá festival undergroundové hudby a příbuzného umění Magorovo Vydří v Meziříčku u Třebíče.
Je spoluautorem (spolu s Jiřím Kostúrem) knihy Baráky, která popisuje zvláštní fenomén komun tzv. neorganizované mládeže v období komunistické totality.
Spolupracoval na dokumentárním cyklu Fenomén Underground, který uvedla Česká televize.

### Po sametové revoluci
Dne 26. listopadu 1989 byl propuštěn na základě amnestie prezidenta republiky. Po propuštění se aktivně podílel na ustavování Občanského fóra. Od dubna 1990 do května 2007 pracoval v Bezpečnostní informační službě. V roce 1996 získal bakalářský titul na Právnické fakultě Masarykovy univerzity.
Od roku 2008 pracuje v Ústavu pro studium totalitních režimů. Ve volbách do Senátu PČR v roce 2016 kandidoval jako nestraník za ODS v obvodu č. 25 – Praha 6. Se ziskem 13,71 % hlasů skončil na 3. místě, za Jiřím Růžičkou a Václavem Bělohradským. Do druhého kola nepostoupil.